# Ide Schelling
Ide Schelling (ur. 6 lutego 1998 w Hadze) – holenderski kolarz szosowy.

## Osiągnięcia
Opracowano na podstawie:

2015
- 1. miejsce na 1. etapie Sint-Martinusprijs Kontich (jazda drużynowa na czas)
- 3. miejsce w Ronde des Vallées
  - 1. miejsce w klasyfikacji młodzieżowej

2016
- 2. miejsce w Oberösterreich Juniorenrundfahrt
  - 1. miejsce w klasyfikacji górskiej
- 1. miejsce w klasyfikacji górskiej Internationale Niedersachsen-Rundfahrt der Junioren
- 1. miejsce w Ronde des Vallées
  - 1. miejsce na 1. etapie
- 1. miejsce na 1. etapie Grand Prix Rüebliland

2017
- 1. miejsce w klasyfikacji górskiej Grand Prix Priessnitz spa

2019
- 1. miejsce na 1. etapie Giro Ciclistico della Valle d'Aosta Mont Blanc

2021
- 1. miejsce w Grosser Preis des Kantons Aargau
- 2. miejsce w Tour of Norway

2023
- 1. miejsce na 2. etapie Vuelta al País Vasco
- 1. miejsce w klasyfikacji punktowej Dirka po Sloveniji
  - 1. miejsce na 3. etapie

## Rankingi
| Rok             | 2018  | 2019  | 2020 | 2021 | 2022  | 2023 | 2024  |
| --------------- | ----- | ----- | ---- | ---- | ----- | ---- | ----- |
| World Ranking   | 1611. | 1190. | 861. | 96.  | 1429. | 405. | 1721. |
| UCI Europe Tour | 1037. | 833.  | 683. | 80.  | 970.  | -    | -     |
|                 |       |       |      |      |       |      |       |
| Źródło: UCI     |       |       |      |      |       |      |       |